# 最後の晩餐 (2013年の映画)
『最後の晩餐』（さいごのばんさん、中国語: 分手合約、英語: A Wedding Invitation）は、オ・ギファン（呉基桓）が監督し、バイ・バイホー（白百何）とエディ・ポン（彭于晏）による、ロマンティック・コメディの中国映画、ないしは、中韓合作映画。
撮影は、北京市と上海市で、すべてロケーション撮影で行なわれた。

## あらすじ
食器デザイナー志望のチャオチャオと、料理人志望のリー・シンは、高校以来のカップルだった。大学卒業後の2007年9月16日、リー・シンがチャオチャオに結婚しようとプロポーズしたが、チャオチャオはそれを断り別れを切り出す。そして、二人は5年後にお互い独身なら結婚するという契約（分手合約）を結ぶ。チャオチャオは上海で、リー・シンは北京でそれぞれ腕を磨き、5年が経った。リー・シンが自分を待っていてくれると信じていたチャオチャオは、辛抱強く彼からの電話を待っていた。しかし、遂にやって来たリー・シンからの連絡は、彼の結婚式への招待であった。チャオチャオは自身の展示会にかこつけて北京に向かう。

## キャスト
| 役名                         | 俳優               | 日本語吹替 |
| ---------------------------- | ------------------ | ---------- |
| ホー・チャオチャオ（何俏俏） | バイ・バイホー     | 坂本真綾   |
| リー・シン（李行）           | エディ・ポン       | 岩田翼     |
| マオマオ（毛毛）             | ジアン・ジンフー   | 佐藤拓也   |
| チョウ・ルイ（周蕊）         | ペース・ウー       | 塩谷綾子   |
| 無名小店の店主ナン（南）     | ユー・イェンカイ   | 楠見尚己   |
| リー・シンの母               | リン・メイシュウ   |            |
| ウェイ（小偉）               | ヴィンセント・タオ |            |
| おデブ（大胖）               | 李紅陶             |            |
| オレンジ（橙子）             | ウー・スーファン   |            |

## 公開
この作品は、中国では2013年4月12日に公開され、アメリカ合衆国とカナダではそれぞれ2013年5月24日と31日に限定公開、香港では2013年6月6日、韓国では2013年6月20日に公開となった。

## 興行成績
この作品は、中国では1億9200万人民元（USドル3140万ドル相当）、韓国では1億2700万人民元（USドル11万8000ドル相当）の興行成績を上げた。「中韓合作映画としては最大のヒット」とされる。